# La flûte indienne à travers les siècles
La flûte indienne à travers les siècles es un disco de estudio de Los Calchakis, grabado en 1973 con el sello francés ARION. Se trata además del sexto volumen que el grupo dedica a la flauta india.
Ya en esta época Fernando Vildozola reemplaza a Gonzalo Reig en la guitarra.

## Lista de canciones
| N.º | Título                   | Música                                | Duración |  |
| 1.  | «Cerros salteños»        | A. Mª MIranda                         |          |  |
| 2.  | «Sikus del Titicaca»     | folklore                              |          |  |
| 3.  | «Fantasía para kenas»    | Mauro Núñez                           |          |  |
| 4.  | «Kurikinga»              | folklore                              |          |  |
| 5.  | «El centinela»           | Tandilero                             |          |  |
| 6.  | «Anata morena»           | A. Mª Miranda                         |          |  |
| 7.  | «Las barcas»             | Sergio Arriagada                      |          |  |
| 8.  | «Tutallamanta»           | Huinca                                |          |  |
| 9.  | «Angata»                 | Lambaré                               |          |  |
| 10. | «Pampa de los guanacos»  | Agustín Carabajal y Cristóforo Juárez |          |  |
| 11. | «Chiquita huambrita»     | Ricardo Mendoza                       |          |  |
| 12. | «Santa María de Iquique» | Luis Advis                            |          |  |
| 13. | «Después del silencio»   | A. Mª Miranda                         |          |  |

## Integrantes
- Héctor Miranda
- Nicolás Pérez González
- Gonzalo Reig
- Sergio Arriagada
- Rodolfo Dalera